# سعدون بن محمد آل حميد
الشَّيْخُ الرَّئِيسُ الْأَمِيرُ مُحَيِّرُ الْبَيْضِ سَعْدُونُ بْنُ مُحَمَّدِ بْنِ غُرَيْرِ بْنِ عُثْمَانَ بْنِ سَعْدُونَ بْنِ رَبِيعَةَ آلِ حُمَيْدٍ الْخَالِدِيُّ (غير معروف – 1135هـ / غير معروف – 1723م) رابع أُمراء الإمارة الخالدية الأولى وشيخ قبيلة بني خالد، تولَّى حُكم الإمارة بعد مقتل ابن عمه ثنيان بن برَّاك آل حُميد سنة 1103هـ/1692م ضد إمارة المنتفق.
وَرثَ الأمير سعدون من الأمير ثنيان دولةً تضمُّ إقليم البحرين من قطر جنوبًا إلى الكويت شمالًا، وعُرِفَت الإمارة في عهد الأمير سعدون بالاستقرار الدَّاخلي والرَّخاء الحضاري والاتساع الجُغرافي، وكانت الإمارة في عصرها التأسيسي وساعدت سياسات سعدون آل حميد في انتقال الإمارة من مرحلتها التأسيسية إلى عصرها الذَّهبي الذي انتهى مع وفاة الأمير السابع لآل حُميد؛ عُريعر بن دُجين آل حُميد.
نتجت سياسة الأمير سعدون آل حميد في توسيع نفوذ الإمارة الخالدية الأولى داخل إقليم نجد وخصوصًا في شمالها لِتَصل إلى أطراف بادية الشَّام ومدينة حلب، ونتج من سياسته الاستقرار الدَّاخلي للإمارة في بلاد البحرين ونجد وأشار الرَّحَّالة ابن علوان الدمشقي إلى هذا الاستقرار في رحلته عندما زار المنطقة سنة 1120هـ/1708م.
عُرف الأمير سعدون باهتمامه بشؤون الدين الإسلامي وكان يُظهِرُ التَّسامح المَذهبي في بلاده حيث عيَّن قُضاةً من مختلف مذاهب أهل السنة والجماعة ومن الشيعة، وكان له وزيرٌ شيعيٌ يُقال له ناصر بن بهاء الخَطِّي، وكان يُتِمُّ الحَجّ حيث يذكر الكشَّافة الإنجليزي جون فيلبي أنَّ الأمير سعدون أدَّى مناسك الحج مع حُجَّاج الأحساء سنة 1130هـ/1718م؛ تُوفِّيَ الأمير سعدون في بلدةٍ يُقال لها الجندلية سنة 1135هـ/1723م.

## نسبه ونشأته

### نسبه

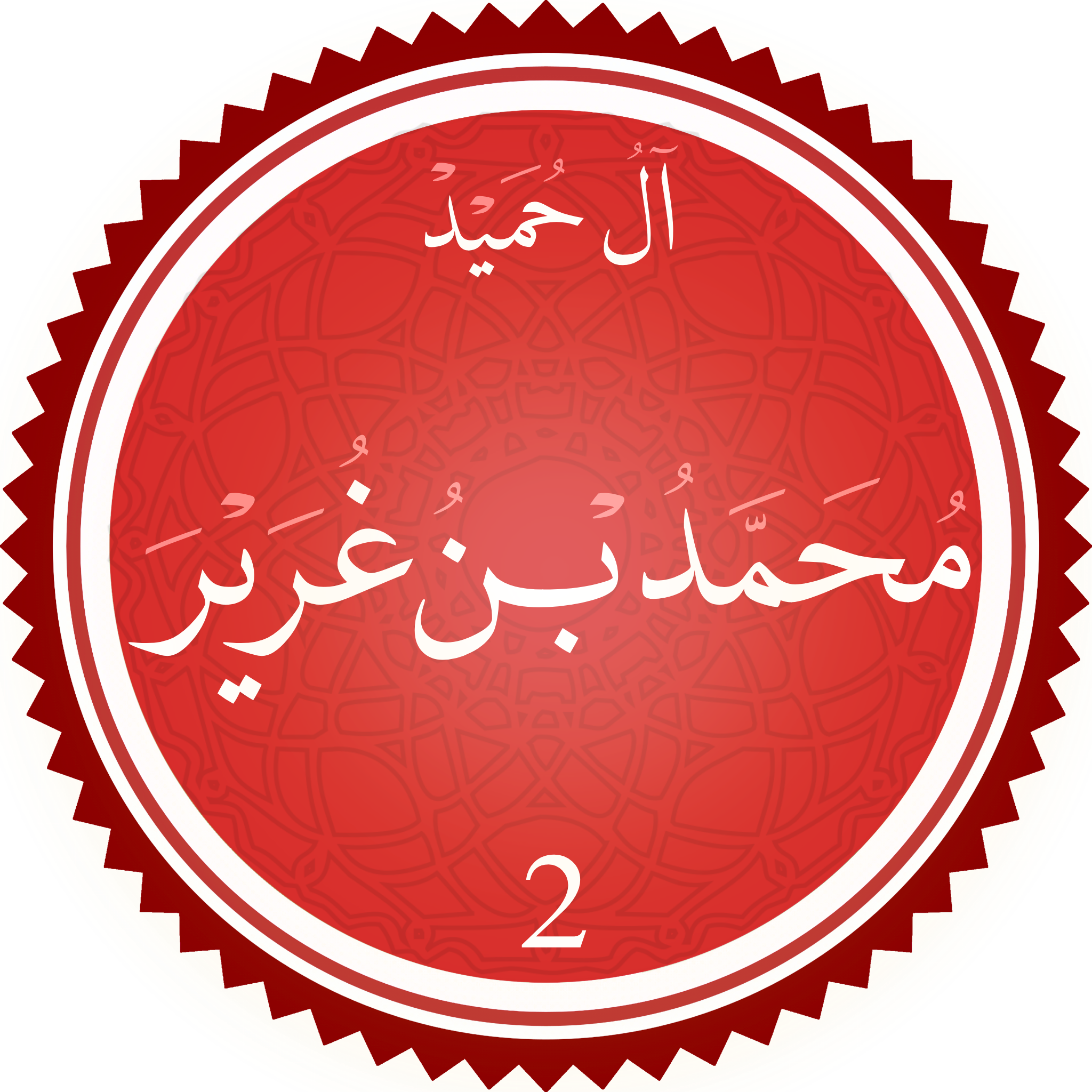
تخطيط اسم مُحمَّد بن غُرَيْر آل حميد بخط النَّسْخ، والد الأمير سعدون.

اختُلف في نسب سعدون على قولين، زعم الفريق الأول أن سعدون هو ابن محمد بن غرير آل حميد، ثاني أمراء آل حُميد، وبالتالي يكون نسبه: 
وهو قول المؤرخ محمد بن عبد الله آل عبد القادر وبعض الباحثين الأكاديميين مثل عبد الكريم الوهبي وخلف الوذيناني وعلي الصيخان واستشهدوا على قولهم بالمصادر النَّجدية التاريخية وأقدم تلك المصادر وأقربها لعصر سعدون هو تاريخ الفاخري للمؤرِّخ محمد بن عُمر الفاخري والذي نَسَبَ سعدون إلى محمد بن غرير قائلًا في أحداث 1103هـ: «وفيها تولى سعدون بن محمد الغرير الرِّئاسة على بني خالد».

زعم الفريق الثاني أن سعدون هو ابن محمد بن حسين بن عثمان، أحد مساعدين براك بن غرير آل حميد خلال قتاله الدولة العُثمانية، وبالتالي يكون نسبه: 
وهو قول المستكشف جون فيلبي حيث قال عن ترشيح أمير آل حميد الرابع: «فآلت هذه إلى سعدون ابن محمد بن حسين بن عثمان»، رجَّح هذا القول المؤرِّخ عبد الكريم الغرايبة وعلى الرُغم من نسبته قول هذا النسب إلى ابن بشر إلا أن ابن بشر قال عكس ذلك وقال بالقول الأول، ووافق الباحث مُحمَّد يُوسُف الخالدي قول عبد الكريم الغرايبة.

### نشأته
لا يُعرف كثيرًا عن حياة أفراد أسرة آل حميد الشخصية ولكن من المعلوم أن سعدون نشأ بين أسرة حاكمة في فترتها التأسيسية، فهذا عمه برَّاك بن غُرير آل حُميد مؤسس إمارة آل حميد وأوَّل أُمراءها الذي عُرف بحبه للعدل وتشجيعه للعلماء واهتمامه بالشؤون الدينية، وهذا والده محمد بن غرير آل حميد ثاني أمراء آل حميد، عُرف بالعدل بين قبيلته ونظَّم أمور مدينة المبرَّز ومنطقة الأحساء، وهذا ابن عمه ثُنيَّان بن براك آل حميد ثالث أمراء آل حميد، عُرف بحبه للحروب والنزاعات المُسلَّحة فكان يُحارب قبائل المنتفق في جنوب العراق وقُتل في إحدى معاركه، وآلات حُكم الدَّولة أخيرًا إلى سعدون ليكون رابع أُمراءها واستمر في الحُكم طويلًا فكانت فترة حُكمه الحد الفاصل بين فترتي التأسيس والعصر الذهبي للإمارة الخالدية الأولى ليرثها الأمراء من بعده في فترتها الاستقرارية والذهبية.

## حكمه

### التوسع في نجد (1103 – 1135هـ)
تولَّى سعدون الحُكم دون أي معارضة من أسرة آل حميد وذلك بسبب مقتل منافسيه على الإمارة في الغزوات، وقد سار على خطى سابقيه في توسيع نفوذ الإمارة الخالدية على حساب القبائل المجاورة في نجد فبدأ حُكمه بغزو عدد من مدن وقبائل منطقة نجد ومن ضمن المدن: الخرج والعارض والدرعية،

## الملاحظات
1. ↑  يُشار اللقب إلى عدد من أمراء آل حميد ولم يقتصر اللقب على سعدون بن محمد آل حميد فقط، ويُرجِّح السويداء أن لقب محير البيض كان يُشار به لسعدون بن محمد آل حميد،[1] وفي عهد سعدون كان يحجر بيض النعام فكان لا يُلتقط البيض في مناطق نفوذه،[2] وكان يُطلق محير البيض أيضًا على ماجد بن عريعر.[3]
2. ↑  نسبةً إلى الأُسرة الحاكمة آل حُميد.
3. ↑  نسبةً إلى قبيلة بني خالد.
4. ↑  يُسمى في المراجع القديمة بـ:«مَسْعُود»، ولكن ناقش الباحث علي الصَّيْخَان في كتابه: «الحياة العلمية في الأحساء في عهد إمارة بني خالد» هذه المسألة وتوصَّل إلى نتيجة أن هذه الشخصية تُسمى «سَعْدُون» وأن مسعود ما هو إلَّا تحريفًا لاسم سعدون.[4]

### فهرس المراجع
منشورات
1. ↑  السويداء (2007)، ص. 678.
2. ↑  الخالدي (2003)، ص. 205.
3. ↑  المطيري (1998)، ج. 1، ص. 341.
4. ↑  الصيخان (2019)، ص. 28.
5. ↑  آل عبد القادر (1960)، ص. 124.
6. ↑  الوهبي (1989)، ص. 356.
7. ↑  الوذيناني (2009)، ص. 81.
8. ↑  الصيخان (2019)، ص. 29.
9. ↑  الفاخري (1999)، ص. 107.
10. 1 2 3  الخالدي (2010)، ص. 128.
11. ↑  فيلبي (1994)، ص. 43.
12. ↑  الغرابية (1960)، ص. 251.
13. ↑  ابن بشر (1982)، ج. 2، ص. 344.
14. ↑  الوهبي (1989)، ص. 355.
15. ↑  الوذيناني (2009)، ص. 79.
16. ↑  الخالدي (2010)، ص. 127.
17. ↑  الوذيناني (2009)، ص. 83.
18. ↑  الصيخان (2019)، ص. 29–30.

### بيانات المراجع (مُرتَّبة حسب تاريخ النشر)
الكُتُب
- محمد بن عبد الله آل عبد القادر (1960)، تحفة المستفيد بتاريخ الأحساء في القديم والجديد، تحقيق: حمد الجاسر (ط. 1)، الرياض، OCLC:4770938154، QID:Q127688980{{استشهاد}}:  صيانة الاستشهاد: مكان بدون ناشر (link)
- عبد الكريم الغرايبة (1960)، مقدمة تاريخ العرب الحديث: 1500 - 1918 (ط. 1)، دمشق: جامعة دمشق، OCLC:43229476، OL:44506379M، QID:Q116805654
- عثمان بن بشر (1982)، عنوان المجد في تاريخ نجد، تحقيق: عبد الرحمن بن عبد اللطيف بن عبد الله آل الشيخ (ط. 4)، الرياض: دارة الملك عبد العزيز، OCLC:4770155912، QID:Q124368755
- عبد الكريم بن عبد الله المنيف الوهبي (1989)، بنو خالد وعلاقتهم بنجد: 1080-1208هـ/1669-1794م (ط. 1)، الرياض: دار ثقيف للنشر والتأليف، LCCN:90965812، OCLC:4770620295، OL:18402069M، QID:Q115756960
- جون فيلبي (1994)، تاريخ نجد: ودعوة الشيخ محمد بن عبد الوهاب (السلفية)، تحقيق: عمر الديراوي (ط. 1)، القاهرة: مكتبة مدبولي، OCLC:4770902310، QID:Q127425538
- شاهر محسن فراج الأصقة المطيري (1998)، قاموس البادية (ط. 1)، الكويت، OCLC:4771069415، QID:Q130354723{{استشهاد}}:  صيانة الاستشهاد: مكان بدون ناشر (link)
- محمد بن عمر الفاخري (1999). تَارِيخُ الفَاخِري. تحقيق: عبد الله بن يوسف الشبل. ISBN:9960-660-79-6. OCLC:608475931. OL:13210611M. QID:Q116455757.
- إبراهيم الخالدي (2003)، الجامع المختصر للألقاب والعزاوي عند البدو والحضر (ط. 1)، الكويت: المختلف للنشر والتوزيع، LCCN:2003348287، OCLC:52396135، OL:23599833M، QID:Q116266567
- عبد الرحمن بن زيد السويداء (2007)، فتافيت: من المواقف والطرائف والتنكيت (ط. 4)، الرياض: دار السويداء، ج. 2، OCLC:4770991849، QID:Q130354740
- خلف بن دبلان الوذيناني (2009). الأحساء: في القرن الثاني عشر الهجري (ط. 1). القاهرة: دار القاهرة. ISBN:977-6048-58-7. LCCN:2009322490. OCLC:320466187. OL:24901796M. QID:Q116266962.
- محمد يوسف الخالدي (2010)، قبيلة بني خالد في الجزيرة العربية: دراسة تاريخية عن ذرية خالد بن الوليد المخزومي (ط. 1)، بيروت: الدار العربية للموسوعات، LCCN:2010322892، OCLC:525242376، OL:25075738M، QID:Q116257101
- علي بن سالم الصيخان (2019). الحياة العلمية في الأحساء في عهد إمارة بني خالد: 1080-1208هـ/1669-1793م (ط. 1). بيروت: دار الرياحين. ISBN:978-1-234-56789-9. OCLC:1125270295. QID:Q119807334. {{استشهاد بكتاب}}: تأكد من صحة |isbn= القيمة: checksum (مساعدة)

## وصلات خارجية
- فراس الطيب. "بنو خالد (إمارة الأحساء)". تاريخ الحكام والسلالات الحاكمة. مؤرشف من الأصل في 2024-07-16.

| ألقاب ملكية        | ألقاب ملكية              | ألقاب ملكية      |
| ------------------ | ------------------------ | ---------------- |
| سبقه ثُنَيَّان بن برَّاك | أمير آل حُميد 1692 - 1723 | تبعه عليُّ بن مُحمَّد |